# رادرفوردیم-۲۷۰
رادرفوردیم-۲۷۰ یکی از ایزوتوپ‌های رادرفوردیم است که نیمه‌عمر آن معادل ۱٫۴ ثانیه تخمین زده شده‌است و با شکافت خود به خودی تجزیه می‌شود.

برای شکل‌گیری رادرفوردیم-۲۷۰ و ایزوتوپ‌های سنگین‌تر از آن به‌عنوان محصول واپاشی عناصری مانند ۲۷۰Db (که در زنجیرهٔ فروپاشی ۲۹۴Ts که برای اولین بار در سال ۲۰۱۰ سنتز شده بود) وجود دارد؛ ولی نیمه‌عمر آنها بسیار کوتاه بوده و خود پس از مدتی، طیِ فرایند شکافت خود به خود تجزیه می‌شود:
{\displaystyle \mathrm {^{294}_{117}Ts+_{115}^{290}Mc+\alpha \rightarrow _{113}^{286}Nh+\alpha \rightarrow _{111}^{282}Rg+\alpha \rightarrow _{109}^{278}Mt+\alpha } \rightarrow \mathrm {^{274}_{107}Bh} +\alpha \rightarrow \mathrm {^{270}_{105}Db} +\alpha \rightarrow \mathrm {^{270}_{104}Rf} ^{*}+\nu _{e}}